# Epoche (Philosophie)
Epoche (altgriechisch ἐποχή epochḗ „Zurückhaltung“ von ἐπέχειν epéchein „anhalten, zurückhalten“), mit Akzent Epoché – zur Unterscheidung von ideengeschichtlicher oder chronologischer  Epóche – geschrieben, bezeichnet in der Philosophie antiker Skepsis eine Zurückhaltung oder Enthaltung im Urteilen. Neben dieser Bedeutung als einer aus der Einsicht in die Ungewissheit von Wissen gewonnenen Haltung hat der Begriff in der Moderne durch Edmund Husserl besondere Bedeutung bekommen. Epoché kennzeichnet bei Husserl die phänomenologische Reduktion als Methode, damit vorgefasste Urteile bei der subjektiven Betrachtung von Phänomenen keine Geltung erhalten.

## Ideengeschichte
Das Wort bezeichnet in objektiver Hinsicht einen Zeitpunkt, mit dem eine neue Entwicklung, ein neuer Zeitgeist oder ein bestimmter Zeitabschnitt beginnt, siehe Epoche (Chronologie). Unter dem Einfluss herrschender Ideen werden bestimmte Ereignisse oder Persönlichkeiten als epochal oder epochemachend bezeichnet, da sie ein bedeutendes Zeitalter oder eine bedeutende Ära einleiten. Solche zeitlich objektivierbaren „Haltepunkte“ als Niederschläge des geschichtlich-kulturellen Lebens bezeichnete man seit Hegel vielfach als objektiven Geist.

## Phänomenologie
Die Phänomenologie kann als subjektives Gegenstück zur objektiven Ideengeschichte angesehen werden (Grundrelation). Nach Anaxagoras sind die Erscheinungen eine flüchtige Sicht auf das Unsichtbare. Das, was an den Erscheinungen unsichtbar ist, sind die subjektiven (inneren) Vorgänge, die durch die Erscheinungen ausgelöst werden. Über die eher formale Bestimmung der Subjekt-Objekt-Spaltung hinaus ist die Gegenüberstellung von Epóche und Epoché vor allem aufgrund der Erörterungen Immanuel Kants über die Zeit zu verstehen.

### Stoa
In der Stoa war das Zurückhalten des Urteils ein fester Grundbegriff, der bereits durch die griechische Tugend der Besonnenheit (σωφροσύνη sōphrosýnē) geprägt war. Dieser Grundbegriff wirkte sich auch später auf die altgriechische Skepsis aus, so insbesondere bei Sextus Empiricus. Skeptizismus verpflichtet zur Zurückhaltung vor allen Theorien und Hypothesen.

### Immanuel Kant
Kant hat die Zeit als „formale Bedingung a priori aller Erscheinungen überhaupt“ (KrV B 50) angesehen. Man könne die Erscheinungen aus der Zeit wegdenken, aber nicht die Zeit selbst. Die Zeit sei daher a priori gegeben (B 46). Hieraus ergibt sich zunächst ein enger Zusammenhang der Zeit mit den Erscheinungen. Die Gegensätzlichkeit von Epóche und Epoché als objektiver Zeitpunkt bzw. Zeitabschnitt und als bestimmte Form einer subjektiven Betrachtungsweise wird insbesondere dadurch verständlich, dass Kant die Zeit als formale Bedingung eines „inneren Sinns“ wertet, während der Raum als reine Form der „äußeren Anschauung“ angesehen wird (B 50). Weiter stellt Kant fest, dass der „innere Sinn“ zwar keine Anschauung von der Seele als einem Objekt vermittelt, dass jedoch alles, was zu den inneren Bestimmungen gehört, in Verhältnissen der Zeit vorgestellt wird (B 37). Es gibt also kein Sinnesorgan, das einen Zeitsinn vermitteln könnte, wodurch die Zeit selbst als ein äußeres Objekt erschiene.

### Edmund Husserl
Auch die Phänomenologie nach Edmund Husserl berücksichtigt die  von der stoischen Tradition begründete Zurückhaltung. Indem man durch die Methode der Epoche alle im Laufe der Geschichte an einen Gegenstand des Denkens herangetragenen Meinungen auf sich beruhen lässt, kann man leichter zum Wesen eines Gegenstandes vordringen bzw. es durch eine Wesensschau näher ergründen. Nach dieser „historischen Epoche“ soll die eidetische Reduktion als weitere Stufe der Enthaltung vor eigenen Urteilen erfolgen, indem von allen individuellen Gegebenheiten, so wie sie die natürliche Einstellung vermittelt, abgesehen wird. Als Methode kennzeichnet „Epoché“ bei Husserl die phänomenologische Reduktion, durch die zunächst den vorgefassten Urteilen über die äußere Welt die Geltung entzogen wird, um anschließend – unter Beiseitelassung der tatsächlichen Existenz – zu Erkenntnissen über das Wesen des betrachteten Gegenstandes zu gelangen.

### Martin Heidegger
Auch die Untersuchung Martin Heideggers über Sein und Zeit umfasst den Zusammenhang mit der hermeneutischen Phänomenologie.

## Weitere Rezeption
Auch seitens der Psychotherapie ist die Zurückhaltung bei der Beurteilung von Sachverhalten aufgegriffen worden. Hier sei insbesondere auf die Abstinenzregel hingewiesen.